# 펠리시테
펠리시테(Felicite)는 프랑스, 세네갈에서 제작된 알랭 고미 감독의 2017년 드라마 영화이다. 디폴롬 아메킨드라 등이 주연으로 출연하였고 알랭 고미 등이 제작에 참여하였다.
제67회 베를린 국제영화제에 출품되어 Jury Grand Prix상을 수상했다.

## 줄거리
이 영화는 술집 엔터테이너가 자신의 아이가 입원한 이후 자금 구하는 일에 고군분투하는 장면을 그리고 있다.

## 출연

### 주연
- 디폴롬 아메킨드라
- 베로니크 챤다 베야